# Panamerikanische Spiele 2023/Schwimmen
Bei den Panamerikanischen Spielen 2023 in der chilenischen Hauptstadt Santiago de Chile fanden vom 21. bis 29. Oktober 2023 im Schwimmsport 36 Wettbewerbe statt, davon jeweils 18 bei den Männern und bei den Frauen sowie zwei gemischte Staffeln. Austragungsorte waren das Aquatic Center und die Laguna Los Morros.

## Bilanz

### Medaillenspiegel
| Platz  | Land               | Gold | Silber | Bronze | Gesamt |
| ------ | ------------------ | ---- | ------ | ------ | ------ |
| 1      | Vereinigte Staaten | 21   | 17     | 10     | 48     |
| 2      | Kanada             | 11   | 6      | 8      | 25     |
| 3      | Brasilien          | 7    | 8      | 12     | 27     |
| 4      | Mexiko             | —    | 2      | 4      | 6      |
| 5      | Argentinien        | —    | 2      | 1      | 3      |
| 5      | Venezuela          | —    | 2      | 1      | 3      |
| 7      | Chile              | —    | 1      | —      | 1      |
| 8      | Bahamas            | —    | —      | 1      | 1      |
| Gesamt | Gesamt             | 39   | 38     | 37     | 114    |

### Medaillengewinner
Männer
| Disziplin           | Gold | Silber | Bronze |
| ------------------- | --- | --- | --- |
| 50 m Freistil       | David Curtiss | Jonny Kulow | Lamar Taylor |
| 100 m Freistil      | Guilherme Caribé | Brooks Curry Jonny Kulow | — |
| 200 m Freistil      | Coby Carrozza | Jorge Iga | Murilo Sartori |
| 400 m Freistil      | Guilherme Costa | Alfonso Mestre | James Plage |
| 800 m Freistil      | Guilherme Costa | Alfonso Mestre | Will Gallant |
| 1500 m Freistil     | Guilherme Costa | Will Gallant | Alfonso Mestre |
| 100 m Rücken        | Adam Chaney | Ulises Saravia | Blake Tierney |
| 200 m Rücken        | Jack Aikins | Ian Grum | Hugh McNeill |
| 100 m Brust         | Jacob Foster | Noah Nichols | Miguel de Lara |
| 200 m Brust         | Jacob Foster | Brayden Taivassalo | Andrés Bustamante |
| 100 m Schmetterling | Lukas Miller | Vinícius Lanza | Arsenio Bustos |
| 200 m Schmetterling | Mason Laur | Leonardo de Deus | Jack Dahlgren |
| 200 m Lagen         | Finlay Knox | Arsenio Bustos | Leonardo Coelho |
| 400 m Lagen         | Jay Litherland | Collyn Gagne | Brandonn Almeida |
| 4 × 100 m Freistil  | BrasilienGuilherme Caribé Marcelo Chierighini Victor Alcará Felipe Ribeiro de Souza Breno Correia                                 | Vereinigte StaatenJonny Kulow Adam Chaney Jack Aikins Brooks Curry Coby Carrozza Lukas Miller                                                | KanadaJavier Acevedo Édouard Fullum-Huot Stephen Calkins Finlay Knox Jeremy Bagshaw Blake Tierney                                  |
| 4 × 200 m Freistil  | BrasilienMurilo Sartori Breno Correia Fernando Scheffer Guilherme Costa Luiz Altamir Melo Leonardo Coelho Felipe Ribeiro de Souza | Vereinigte StaatenZane Grothe Coby Carrozza Brooks Curry Jack Dahlgren James Plage Mason Laur Lukas Miller Christopher O’Connor              | KanadaJeremy Bagshaw Finlay Knox Alex Axon Javier Acevedo Yu Tong Wu Blake Tierney Raben Dommann                                   |
| 4 × 100 m Lagen     | Vereinigte StaatenJack Aikins Jacob Foster Lukas Miller Jonny Kulow Christopher O’Connor Noah Nichols Jack Dahlgren Coby Carrozza | BrasilienGuilherme Basseto João Gomes Júnior Vinícius Lanza Guilherme Caribé Gabriel Fantoni Raphael Windmuller Victor Baganha Victor Alcará | KanadaBlake Tierney Gabe Mastromatteo Finlay Knox Javier Acevedo Raben Dommann Brayden Taivassalo Keir Ogilvie Édouard Fullum-Huot |
| 10 km Freiwasser    | Brennan Gravley | Franco Ivo Cassini | Paulo Strehlke Delgado |

Frauen
| Disziplin           | Gold | Silber | Bronze |
| ------------------- | --- | --- | --- |
| 50 m Freistil       | Margaret Mac Neil Gabi Albiero | — | Catie DeLoof |
| 100 m Freistil      | Margaret Mac Neil | Stephanie Balduccini | Catie DeLoof |
| 200 m Freistil      | Mary-Sophie Harvey | Maria Fernanda Costa | Camille Spink |
| 400 m Freistil      | Paige Madden | Maria Fernanda Costa | Gabrielle Roncatto |
| 800 m Freistil      | Paige Madden | Rachel Stege | Viviane Jungblut |
| 1500 m Freistil     | Rachel Stege | Kristel Köbrich | Viviane Jungblut |
| 100 m Rücken        | Josephine Fuller | Kennedy Noble | Danielle Hanus |
| 200 m Rücken        | Kennedy Noble | Reilly Tiltmann | Alexia Assunção |
| 100 m Brust         | Rachel Nicol | Sophie Angus | Macarena Ceballos |
| 200 m Brust         | Sydney Pickrem | Kelsey Wog | Gabrielle Assis |
| 100 m Schmetterling | Margaret Mac Neil | Kelly Pash | Olivia Bray |
| 200 m Schmetterling | Dakota Luther | María José Mata | Kelly Pash |
| 200 m Lagen         | Sydney Pickrem | Mary-Sophie Harvey | Kennedy Noble |
| 400 m Lagen         | Julie Brousseau | Lucerne Bell | Gabrielle Roncatto |
| 4 × 100 m Freistil  | KanadaMary-Sophie Harvey Brooklyn Douthwright Margaret Mac Neil Katerine Savard Julie Brousseau Emma O’Croinin                           | Vereinigte StaatenGabi Albiero Catie DeLoof Kayla Wilson Amy Fulmer Camille Spink Olivia Bray Reilly Tiltmann                                                   | BrasilienAna Vieira Stephanie Balduccini Giovanna Diamante Celine Bispo Lorrane Ferreira                                                    |
| 4 × 200 m Freistil  | Vereinigte StaatenCamille Spink Kayla Wilson Kelly Pash Paige Madden Amy Fulmer Rachel Stege Olivia Bray                                 | BrasilienMaria Fernanda Costa Nathalia Almeida Stephanie Balduccini Gabrielle Roncatto Maria Paula Heitmann Giovanna Diamante Celine Bispo Maria Luíza Pessanha | KanadaMary-Sophie Harvey Julie Brousseau Brooklyn Douthwright Katerine Savard Emma O’Croinin Sydney Pickrem                                 |
| 4 × 100 m Lagen     | KanadaDanielle Hanus Rachel Nicol Margaret Mac Neil Mary-Sophie Harvey Madelyn Gatrall Sophie Angus Katerine Savard Brooklyn Douthwright | Vereinigte StaatenJosephine Fuller Emma Weber Kelly Pash Catie DeLoof Reilly Tiltmann Anna Keating Olivia Bray Gabi Albiero                                     | BrasilienMiranda Grana Melissa Rodríguez María José Mata Sofia Revilak Andrea Sansores María Fernanda Jiménez Miriam Guevara Athena Meneses |
| 10 km Freiwasser    | Ashley Twichell | Ana Marcela Cunha | Viviane Jungblut |

Mixed
| Disziplin          | Gold | Silber | Bronze |
| ------------------ | --- | --- | --- |
| 4 × 100 m Freistil | BrasilienGuilherme Caribé Marcelo Chierighini Ana Vieira Stephanie Balduccini Felipe Ribeiro de Souza Victor Alcará Lorrane Ferreira Nathalia Almeida | Vereinigte StaatenBrooks Curry Jonny Kulow Catie DeLoof Amy Fulmer Jack Dahlgren Gabi Albiero Paige Madden                                      | KanadaFinlay Knox Javier Acevedo Margaret Mac Neil Mary-Sophie Harvey Stephen Calkins Édouard Fullum-Huot Brooklyn Douthwright Katerine Savard            |
| 4 × 100 m Lagen    | Vereinigte StaatenKennedy Noble Jacob Foster Kelly Pash Jonny Kulow Jack Aikins Arsenio Bustos Olivia Bray Kayla Wilson                               | KanadaJavier Acevedo Gabe Mastromatteo Margaret Mac Neil Mary-Sophie Harvey Blake Tierney James Dergousoff Katerine Savard Brooklyn Douthwright | BrasilienGuilherme Basseto João Gomes Júnior Clarissa Rodrigues Stephanie Balduccini Gabriel Fantoni Jhennifer Conceição Victor Baganha Giovanna Diamante |